# Irene Wallner
Irene Wallner (* in Oberösterreich) ist eine österreichische Opernsängerin (Alt) und Gesangspädagogin.

## Leben
Irene Wallner ist in Perg aufgewachsen und hat bereits in ihrer Jugend Gesangsunterricht bei Josef Waidhofer an der Landesmusikschule Perg genommen.  Nach der Matura am Bundesoberstufengymnasium in Perg absolvierte sie das Studium der Instrumental- und Gesangspädagogik an der Universität für Musik und darstellende Kunst Wien und schloss 2005 mit ausgezeichnetem Erfolg ab. Parallel dazu studierte sie Sologesang und schloss ebenfalls 2005 ab.
Ihre Lehrer waren u. a. Kammersängerin Hilde Zadek,  Gerhard Kahry, Margit Klaushofer, Andrea Mellis, Charles Spencer (Liedklasse), Reto Nickler und Ivan Parík (Opernklasse). Sie absolvierte Meisterkurse bei Kammersängerin Sylvia Geszty (1994), Helene Lazarska (1995/1996), Kammersänger Walter Berry (1996), Christian Elsner (1997/1998), Kammersängerin Deborah York (2009) und Anna Reynolds (2009).
Sie nahm Schauspielunterricht bei Ingrid Sturm an der Schule des Theaters Wien und Tanzunterricht in den Sparten Ballett, Orientalischer Tanz und Flamenco.

## Repertoire
Ihre Spezialisierung im Lied- und Opernfach umfasst Gustav Mahler, Julius Korngold und das Deutsche Fach (insbesondere Richard Wagner) mit Rollen in Opern von Christoph Willibald Gluck, Camille Saint-Saëns, Georges Bizet, Wilhelm Kienzl und Richard Wagner.

## Öffentliche Auftritte
Sie wirkt seit 2002 überwiegend in Österreich als Altsolistin u. a. beim Brucknerfest in Linz sowie in zahlreichen Konzerten und Liederabenden u. a. mit den Niederösterreichischen Tonkünstlern, der Jungen Philharmonie Wien, der Pannonischen Philharmonie, David Lutz und Charles Spencer.

## Auszeichnungen
- Stipendium der Hilde Zadek Stiftung (2002)
- Stipendium der Richard-Wagner Stipendienstiftung (2003)